# Tempurejo (Kalibawang)
Tempurejo is een bestuurslaag in het regentschap Wonosobo van de provincie Midden-Java, Indonesië. Tempurejo telt 3500 inwoners (volkstelling 2010).